# Suimanga barbagrís
El suimanga barbagrís (Anthreptes tephrolaemus) és un ocell de la família dels nectarínids (Nectariniidae).

## Hàbitat i distribució
Viu als clars del bosc i vegetació secundària des del sud de Nigèria fins al sud d'Uganda, oest de Kenya, nord-oest de Tanzània, nord-oest d'Angola i l'illa de Bioko.

## Taxonomia
Considerada sovint una subespècie d'Anthreptes rectirostris, va ser considerat una espècie de ple dret pel HBW/Birdlife i mes recentment també pel Congrés Ornitològic Internacional, versió 11.2 2021.